# Corberon
Corberon település Franciaországban, Côte-d’Or megyében. Lakosainak száma 429 fő (2022. január 1.). Corberon Villy-le-Moutier, Corgengoux, Labergement-lès-Seurre, Marigny-lès-Reullée és Montmain községekkel határos.

## Népesség
A település népességének változása:
| Lakosok száma | 264  | 251  | 283  | 411  | 449  | 447  | 449  | 436  | 433  | 429  |
|               | 1968 | 1982 | 1990 | 2006 | 2013 | 2015 | 2017 | 2019 | 2020 | 2022 |